# Fernand Huts
Fernand Huts, né le 18 juin 1950 à Anvers, est un homme politique belge flamand, membre de VLD. Il est également propriétaire du groupe logistique international Katoen Natie et de l'immeuble Boerentoren, et collectionneur d'art.

## Formation
- Licencié en droit, il est administrateur de sociétés.

## Reconnaissance
Depuis novembre 2020, il est propriétaire des Boerentoren.

## Carrière politique
- député belge du 21 mai 1995 au 5 mai 1999.
- se fait remarquer, en juin 2016, pour avoir dit que "la femme moderne brise l'esprit d'entreprise"[2].

## Distinctions
- Chevalier de l'ordre de Léopold
- Médaille civique de 1re classe.
- Officier de l'ordre de Léopold II